# La Lego pel·lícula
La Lego pel·lícula (títol original: The Lego Movie) és una comèdia d'aventures animada per ordinador produïda als Estats Units el 2014. Va ser dirigida i coescrita per Phil Lord i Christopher Miller, distribuïda per Warner Bros Pictures. Va comptar amb les veus protagonistes de Chris Pratt, Elizabeth Banks, Will Ferrell, Will Arnett, Nick Offerman, Alison Brie, Charlie Day, Liam Neeson i Morgan Freeman. Basada principalment en la línia de construcció de joguines LEGO, la pel·lícula relata la història d'una minifigura de Lego ordinària el destí és salvar l'univers Lego d'un malvat tirà. Ha estat doblada al català.

## Argument
A l'univers Lego, el mag Vitruvius queda encegat quan no aconsegueix protegir una superarma anomenada Kragle (una lectura errònia de Krazy Glue) del malvat Lord Business, però profetitza que una persona anomenada The Special trobarà la Peça mestra capaç d'aturar el Kragle. Lord Business afirma que Vitruvi va inventar la profecia i l'expulsa d'un penya-segat.
8 anys i mig després, a Bricksburg, un treballador de la construcció optimista però poc imaginatiu anomenat Emmet Brickowski es troba amb una dona que busca alguna cosa a la seva obra. Emmet cau a un pou i troba la peça mestra. Obligat a tocar-la, experimenta visions, inclosa una d'un gegant anomenat l'home de dalt, i es desmaia. Es desperta sota la custòdia de Bad Cop, el tinent de Business, amb la peça mestra lligada a l'esquena. Emmet s'assabenta dels plans de Business per congelar el món amb el Kragle; la peça mestra és la tapa del tub de cola. La dona, Wyldstyle, rescata Emmet, creient que és l'escollit. S'escapen Bad Cop i viatgen a The Old West on es troben amb en Vitruvi. Ell i Wyldstyle són mestres constructors, capaços de construir qualsevol cosa sense manuals d'instruccions, que s'oposen als intents de Business de suprimir la seva creativitat. Tot i que Emmet, decebut, no és un Mestre de Construcció, estan convençuts del seu potencial quan recorda visions de l'home de dalt.
Emmet, Wyldstyle i Vitruvius evadir les forces de Bad Cop amb l'ajuda del xicot de Wyldstyle, Batman, i escapar a Cloud Cuckoo Land, on tots els mestres constructors estan amagats. Els mestres de construcció no estan impressionats amb l'Emmet i es neguen a ajudar-lo a lluitar contra els negocis. Les forces de Bad Cop ataquen i capturen a tothom, excepte a Emmet, Wyldstyle, Vitruvius, Batman i els seus companys Mestre Builders MetalBeard, Unikitty i Benny . Emmet idea un pla per infiltrar-se a la seu de Business i desarmar els Kragle. El robatori gairebé té èxit fins que Emmet i els seus amics són capturats i empresonats. Business decapita Vitruvi i llança la peça mestra a un abisme abans d'armar un dispositiu d'autodestrucció per executar tots els Mestres Constructors capturats. Vitruvi revela que va inventar la profecia abans de morir, però el seu esperit torna a dir-li a l'Emmet que és la seva creença en si mateix el que el converteix en l'especial. Lligat a la bateria del mecanisme d'autodestrucció, Emmet es llança per la vora de la torre i cap a l'abisme, desarmant el mecanisme i salvant els seus amics i els Mestres Constructors. Inspirada pel sacrifici d'Emmet, Wyldstyle, que revela que el seu nom real és Lucy, reuneix la gent de Lego per tot l'univers per utilitzar tota la creativitat que tingui per construir màquines i armes per lluitar contra les forces de Business.

## Repartiment
- Emmet Totxowski (Chris Pratt): És un obrer constructor genèric i ordinari, sense personalitat i rutinari que viu a Totxoburg, seguint les regles del Mega Dolent. Treballa per a la companyia de construcció Octan. S'involucra en la salvació del seu món quan cau accidentalment en un pou i resulta ser l'elegit per trobar la peça de la resistència, la qual el comença una aventura inesperada.
- Superguai (Wyldstyle) (Elizabeth Banks): És una noia ruda i mestra constructora que li encanta sobrepassar els límits i ser creativa. Ella volia ser l'especial fins que va conèixer a l'Emmet i ella no creu que l'Emmet pugui salvar del món del Mega Dolent després de descobrir les seves insípids gustos, fins que el va coneixent una mica millor. És la promesa d'en Batman fins al final que es converteix en la promesa de l'Emmet.
- Megapresi/Mega Dolent/L'home de dalt (Will Ferrell): És el President de la companyia Octan i del món sencer, la qual crea llibres, màquines de votació, programes de tv, música, etc. D'altra banda, també és el cap de la Torre Octan amb els seus gerent obsessius i el seu company Bad Cop que planeja governar el món LEGO amb la cola en el dia de dimarts de tacs, és molt obsessiu i prefereix les seves construccions perfectes. The Man Upstairs és l'amo de tot el set Lego i considera que les peces han de ser utilitzades per a construccions perfectes; el seu fill, Finn, s'inspira en ell.
- Vitruvius (Morgan Freeman): És un mag vell mestre constructor, savi i cec a causa que va rebre un atac als ulls després que protegia la cola perquè no l'hi robés el mega Dolent. És una mica ximple però molt savi i va dir sobre la profecia que un dia, una mini-figura LEGO trobaria la peça mestra que es convertiria en un mestre constructor i salvaria al món. El creu que l'Emmet pot salvar el món només si creu que Emmet que és especial (cosa que els mestres constructors no entenen d'ell). Encara que mor en una segona batalla, torna com a fantasma per ajudar a l'Emmet.
- Batman (Will Arnett): És un superheori que prefereix treballar sol i és una cosa queixós però divertit. És el nuvi de la Superguai i s'obsessiona amb el negre i la foscor, i tampoc creu que l'Emmet pugui salvar el món LEGO. Originalment anava a doblegar-un dels actors de les seves pel·lícules, fins que Will Arnett va fer el càsting per al paper i va acabar quedant-se amb el personatge. La popularitat del personatge va fer que Warner Bros confirmés una pel·lícula al personatge que s'estrenés el 2017.
- Princesa Unikitty (Alison Brie): És una gata meitat unicorn que és la princesa de la seva llar Somnilàndia on les regles, les mainaderes, les hores de dormir, les cares dolentes, els bigotis i qualsevol tipus de negativitat i cocidencia no existeix. Ella està encantada d'ajudar els mestres constructors, però també té un poder gran que només ella pot controlar-ho.
- Benny (Charlie Day): És un astronauta dels 80 's que va tenir problemes del seu casc trencat. El seu primer amor són les naus espacials i sempre ha d'esperar el moment necessari per construir una nau.
- Poli dolent / Poli bo (Liam Neeson): És el millor sequaç del Megapresi, té un acte policia que es converteix en una nau policia. A més posseeix una segona cara amb la que es transforma en un policia bo.
- Barba Grisa (Nick Offerman): És un pirata robot que va estar un cop a la torre Octan en la qual va perdre el seu cos, però va aconseguir escapar amb el seu cap i els seus òrgans, per la qual cosa ara està cobert d'escombraries metàl·lica.
- Finn (Jason Sand): És un nen de 8 anys, fill de l'Home de dalt, i el causant que tot el que passa a la pel·lícula, ja que tot prové de la imaginació de l'ell.

## Recepció
La Lego pel·lícula va tenir crítiques molt positives. Per exemple, a la web Rotten tomatoes va tenir un 96% amb 222 ressenyes dient: Amb una bella animació, un encantador elenc de veus, gags de rialles per minut i una història sorprenentment reflexiu, Lego, la pel·lícula és divertit colorit per a totes les edats. També a la web Metacritic té una valoració de 8,3 sobre 10, que reuneix crítiques de diferents mitjans, va tenir una valoració de 82 sobre 100 de 41 crítiques, en IMDb la valoració va ser de 7,9 sobre 10 i al web de parla hispana va tenir una valoració més baixa, un 7,3, però va ser avalada per la seva gran originalitat i capacitat de sorprendre a l'espectador.
Seqüela i spin-off
A causa del seu èxit de crítica i públic, La Lego pel·lícula es convertirà en una franquícia i un univers de ficció compartit. A partir de març de 2015, hi ha una seqüela i tres pel·lícules spin-off en el desenvolupament.
The Lego Movie Sequel
Al febrer de 2014, Jared Stern, va ser contractat per escriure una seqüela, juntament amb Michelle Morgan. El 21 de febrer de 2014, l'estudi va confirmar la seva estrena pel 26 de maig de 2017. El 12 de març de 2014, van informar que Chris McKay dirigirà la seqüela amb Lord i Miller com a productors. Warner Bros no va convidar a coproduccir a Village Roadshow Pictures per tornar com a participant en la seqüela. El 10 d'abril de 2014, McKay va expressar que li agradaria introduir més dones en la seqüela que els homes. Al juliol de 2014, Chris Pratt va expressar interès a reprendre el seu paper com Emmet per a la seqüela.
A l'octubre de 2014, Lord i Miller es van signar per escriure la seqüela de La Lego pel·lícula. Els escriptors han donat a entendre que la seqüela tindrà lloc quatre anys després dels esdeveniments de la primera pel·lícula. Al febrer de 2015, Warner Bros va anunciar que el títol de la seqüela seria The Lego Movie Sequel, i que Rob Schrab serviria com a director. D'acord amb una entrevista al Festival de Cinema de Santa Bàrbara, la seqüela també introduirà a la germana d'Emmet. El 20 d'abril de 2015, Warner Bros va programar la data de llançament de The Lego Movie Sequel el 18 de maig de 2018.
També s'ha fet la remor de personatges d'altres sagues, tindran camps durant la seqüela alguns d'això són Els Caçafantasmes i també a Marty McFly de Back to the Future i apareixerà amb el famós senyor que s'ha comentat sobre el Doctor Who.
Batman: La Lego pel·lícula
A l'octubre de 2014, Warner Bros va programar Lego Batman: La Pel·lícula en 3D, un spin-off protagonitzat pel personatge de Batman, per 2017, empenyent The Lego Movie 2 a 2018. Arnett està ajustat per repetir el seu paper de Batman, mentre McKay, qui es va unir a principis de la seqüela, dirigirà la pel·lícula que està sent escrita per Seth Grahame-Smith i produït per Roy Lee, Dan Lin, Phil Lord i Chris Miller. El 20 d'abril de 2015, Warner Bros va programar la data de Batman: La Lego pel·lícula, prevista pel 10 de febrer de 2017.
The Lego Ninjago Movie
Germans Dan i Kevin Hageman, que van escriure Lego Ninjago: Masters of Spinjitzu i co-escriure la història de Lego, la pel·lícula, estaran escrivint l'adaptació cinematogràfica de Lego Ninjago, que comptarà amb una nova presa de divergir la sèrie de televisió. Charlie Fesol, que va produir Disney Tron: Uprising, dirigirà la pel·lícula, produïda per l'equip de Lego, la pel·lícula de Dan Lin, Roy Lee, i tots dos Phil Lord i Chris Miller. La pel·lícula spin-off estava programada per a ser llançada el 23 de setembre de 2016. La pel·lícula també pot tenir una seqüela en 2018, si té èxit en la taquilla. El 20 d'abril de 2015, la pel·lícula es va retardar al 22 de setembre de 2017.
The Lego Movie: 4D - A New Adventure
Una atracció en Legoland es va estrenar el 29 de gener de 2016. Tracta de que els mestres Constructors, Emmet, la Superguai, l'Unikitty, en Benny i Barba Grisa fill són reunits pel germà de Mega Dolent, Risky Business i son convidats un Món de maó (com parc d'atraccions de l'ONU al costat de Legoland), però resulta ser un parany i els espectadors hauran ajudar els herois per poder derrotar un Mega Dolent arriscat.
Repartiment i doblatge
| Personatge             | Veu anglesa      | Veu catalana        |
| ---------------------- | ---------------- | ------------------- |
| Emmet Brickowski       | Chris Pratt      | Iván Labanda        |
| Megapresi / Megadolent | Will Ferrell     | Lluís Posada        |
| Superguay              | Elizabeth Banks  | Isabel Valls        |
| Batman / Bruce Wayne   | Will Arnett      | Juan Antonio Bernal |
| Poli Dolent / Poli Bo  | Liam Neeson      | Jordi Boixaderas    |
| Vitruvius              | Morgan Freeman   | Jordi Royo          |
| Unikitty               | Alison Brie      | Núria Trifol        |
| Benny                  | Charlie Day      | Aleix Estadella     |
| Barbagrisa             | Nick Offerman    | Alfonso Vallés      |
| Gandalf                | Todd Hansen      | Pepe Mediavilla     |
| Superman               | Channing Tatum   | Manel Gimeno        |
| Llanterna Verda        | Jonah Hill       | Miquel Bonet        |
| Han Solo               | Keith Ferguson   | Josep Maria Mas     |
| Wonder Woman           | Cobie Smulders   | Roser Aldabó        |
| Shaq                   | Shaquille O'Neal | Jaume Mallofré      |
| Gail                   | Melissa Sturm    | Elisabet Bargalló   |

Premis
La Lego pel·lícula fou nominada als Oscars del 2015 com a millor cançó original. Va tenir grans premis en altres concursos, incloent-hi els Premis BAFTA i la seva versió infantil.
premis Oscar
Any Categoria Nominat Resultat
2015 Millor cançó original Shawn Patterson Nominada
Globus d'or
Any Categoria Nominat Resultat
2015 Millor pel·lícula animada Phil Lord
Christopher Miller
Dan Lin Nominat
premis BAFTA
Any Categoria Nominat Resultat
2015 Millor pel·lícula animada Phil Lord
Christopher Miller Guanyadora
Premis Critics Choice
Any Categoria Nominat Resultat
2015 Millor pel·lícula animada Phil Lord
Christopher Miller
Dan Lin Guanyador
2015 Millor cançó original «Everything is Awesome!» nominat
Premis Annie
Any Categoria Nominat Resultat
2015 Millor pel·lícula animada The LEGO movie Nominat
2015 Millor direcció en una pel·lícula animada Phil Lord
Christopher Miller
Chris Mckay Nominat
2015 Millor guió en una pel·lícula animada Phil Lord
Christopher Miller Guanyador
2015 Millors efectes en una pel·lícula animada Jayandera Danappal
Matt Ebb
Christian Epunan Hernández
Danielle Brooks
Raphael Gadot Nominat
2015 Disseny de producció en una producció de pel·lícula animada Grant Freckelton Nominat
2015 Millor edició en una pel·lícula animada David Burrows
Todd Hansen
Doug Nicholas
Jonathan Tappin
Courtney O'Brien-Brown Nominat
Grammy Awards
Any Categoria Nominat Resultat
2015 Millor cançó escrita de mitjana visual Everything is Awesome Nominat
Houston Film Critics Society Awards
Any Categoria Nominat Resultat
2014 Millor pel·lícula animada The LEGO movie Guanyador
2014 Millor cançó original Everything is Awesome Guanyador
Curiositats
La pel·lícula està dedicada a Kathleen Fleming, que era la productora de totes les sèries, curts i pel·lícules de LEGO i que va morir l'abril del 2013 en un accident a Cancún, Mèxic.
És la primera pel·lícula animada de Warner Bros dirigida per Phil Lord i Chris Miller.
La producció de la pel·lícula va començar en l'any 2010.
En l'escena final en què Emmet i Lucy es prenen les mans més endavant apareixen els directors Phil Lord i Christhoper Miller com cameo.
Com en el doblatge castellà, s'anava a triar L'Especial en el doblatge hispanoamericà; però al final es va escollir El Elegit
És la tercera pel·lícula de Phil Lord i Christopher Miller a tenir un altre títol diferent a l'anglès. La primera va ser a Pluja de Mandonguilles(en anglès Cloudy With a Chance of Meatballs) i la segona va ser 21 Jump Street.
Policia Malo té cert parentiu a la T-1000 de Terminator 2.
El discurs de Lucy és una paròdia a Independence Day.
Va ser la primera pel·lícula animada de Phil Lord i Christopher Miller a ser nominada en una altra categoria a l'Óscar, en aquest cas Lego va ser nominada a Millor cançó original
La raó de per què no va ser candidata a l'Oscar a millor pel·lícula animada va ser perquè els dels Oscars van pensar que la pel·lícula era un producte comercial, però després causa de l'èxit que va tenir la pel·lícula no podrien no nominar-als Òscars, per això la pel·lícula només va obtenir la nominació a Millor cançó original
Originalment, el palau de Unikitty anava a cridar Finnland (Fent referència al nom del nen Finn), però després es va canviar a Somnilàndia. Chris Miller havia dit sobre el nom original al seu Twitter.
Emmet va ser el primer personatge de la pel·lícula en ser dissenyat amb més de 150 dissenys.
Abans de contractar els actors, els membres de l'equip de la pel·lícula donaven les veus als personatges, això va ser revelat en el Blu-Ray.
Es desconeixia el cognom de l'Emmet al llarg de la pel·lícula, no va ser fins que ell i el Mega Dolent es troben per última vegada, i aquest diu el cognom d'Emmet: «Brickowski» ("Ladrikowski» a Espanya i «Totxowski» en català).
Es va usar Lego Digital Designer per fer les maquetes de la pel·lícula.
El títol original de Lego, la pel·lícula era Lego: The Piece Of Resistance («Lego: La Peça Mestra» a Espanya i «Lego: La peça de la Resistència")
Quan s'eenfonsa el submarí Batman exclama: «Així no mor pas Batman», el que refereix al que passa a El cavaller fosc: la llegenda reneix. La companyia Octan de Lord Bussines fa referència al símbol que aquesta en la majoria sets de Lego City. La frase que diu Lucy a Emmet quanel rescata és: «Vine amb mi si no vols morir» que és una citació de Terminator 2.